# Нанкинский метрополитен
Шаблон:Маршрутная карта/i18n

Нанкинский метрополитен (кит. 南京地铁) — система внеуличного скоростного транспорта в городе Нанкине, столице китайской провинции Цзянсу. Она открылась 3 сентября 2005 года, став шестой в континентальном Китае. Сегодня система состоит из 174 станций на 10 линиях общей протяжённостью 378,3 км. В 2019 году пассажиропоток метрополитена составил 1152 млн человек, среднесуточный — 3,106 млн человек. Рекорд дневного пассажиропотока был установлен 4 марта 2019 — 4,456 млн человек. На всех станциях установлены платформенные раздвижные двери.

## История
В 1984 году 20 депутатов Всекитайского собрания народных представителей округа Сюаньу города Нанкин представили предложение о «Концепции строительства метро в Нанкине», и началось планирование проекта метро. Он был связан с ростом населения и трафика, с котором не могли справиться расширенные улицы. В 1986 году была собрана группа для создания проекта скоростной транспортной системы. Он был утверждён местным правительством в 1994 году, но строительство было отложено из-за финансового кризиса в Китае.

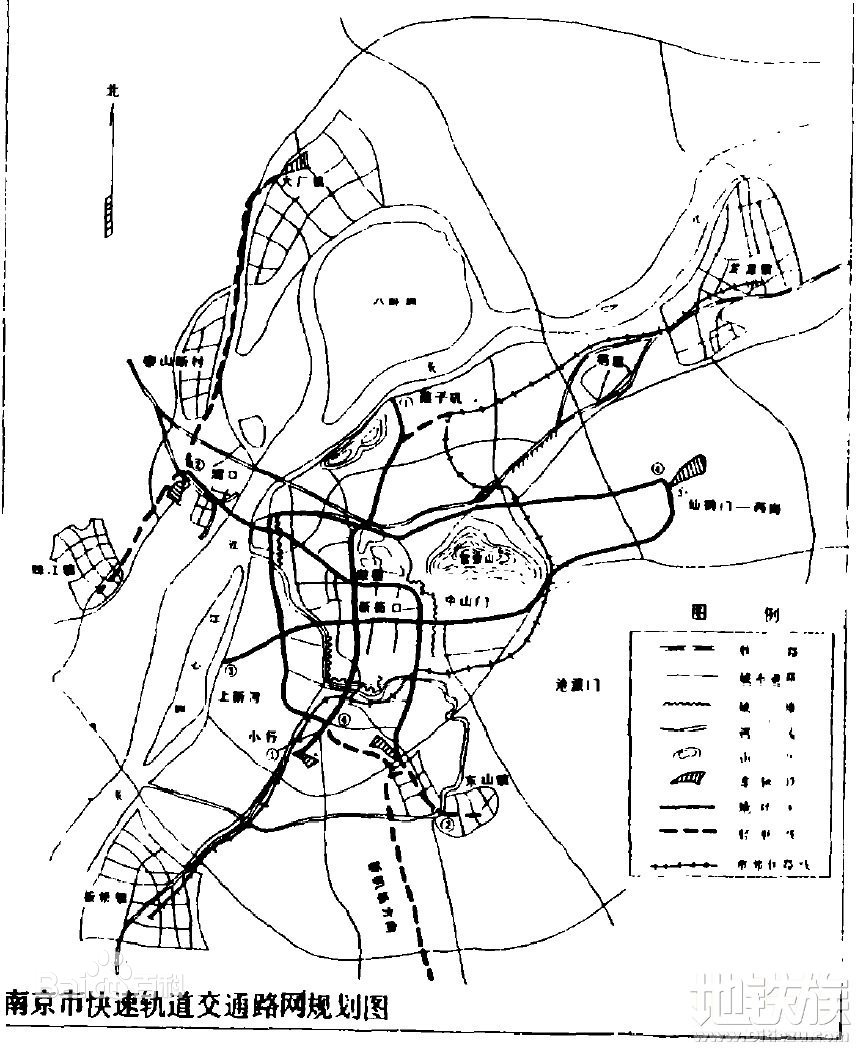
Схема предполагаемого развития транспортной сети Нанкина, представленная в генеральном плане города

Строительство первой линии метрополитена в Нанкине длиной 16,9 км началось 12 декабря 2000 года. Но через год Нанкин был выбран в качестве места проведения десятой Спартакиады народов КНР 2005 года, и линию решили продлить до 21,72 км к Центру олимпийских видов спорта. Теперь на ней располагались 16 станций, которые официально открылись 3 сентября 2005 года.
28 мая 2010 года в расчёте на проведение Летних Юношеских Олимпийских игр 2014 года метрополитен была расширен до 87 км с открытием новой линией 2 и восточного продления линии 1. Также к открытию игр 1 июля 2014 года были сданы линии S1 и 10 (выделена из состава линии 1), а 1 августа — линия S8.
1 апреля 2015 года сдана в эксплуатацию линия 3 длиной 44,9 км с 28 станциями, 29-я открылась 18 октября того же года.
18 января 2017 года открылась линия 4 длиной 33,8 км с 18 станциями, 6 декабря — S3, а 30 декабря — линия S9.
Последняя на сегодняшний день линия S7 длиной 30,2 км с 9 станциями запущена 26 мая 2018 года.
Первая в мире сеть метрополитена, обеспечившая мобильный интернет поколения 5G на всём протяжении (378 километров). Максимальная скорость загрузки на станции составила 1 Гбит/с, в тоннеле — 700 Мбит/с.

## Линии и станции
В Нанкинском метрополитене 10 линий, 5 из которых категоризируются, как метрополитен, и обозначаются числами. Остальные пять линий являются пригородным метрополитеном (построены по технологиям метро, но проходят через пригороды и имеют бо́льшие расстояния между станциями) и обозначаются числом с латинской буквой S — от англ. suburban.
| Линия                 | Участок                                                | Дата открытия                | Год открытия последней станции | Число станций | Длина, км | Среднее расстояние между станциями, км | Тип                      |
| --------------------- | ------------------------------------------------------ | ---------------------------- | ------------------------------ | ------------- | --------- | -------------------------------------- | ------------------------ |
| 1                     | Майгаоцяо — Чжунгояокэдасюэ кит. 迈皋桥 — 中国药科大学 | 3 сентября 2005              | 2011                           | 27            | 38,9      | 1,5                                    | метрополитен             |
| 2                     | Юйцзуй — Цзинтяньлу кит. 鱼嘴 — 经天路                 | 28 мая 2010                  | 2021                           | 30            | 43,35     | 1,49                                   | метрополитен             |
| 3                     | Линьчан — Мочжоудунлу Шаблон:Lang-zh                   | 1 апреля Шаблон:Год          | 2015                           | 29            | 44,9      | 1,6                                    | метрополитен             |
| Шаблон:Цветная ссылка | Лунцзян — Сяньлиньху Шаблон:Lang-zh                    | 18 января Шаблон:Год         | —                              | 18            | 33,75     | 1,99                                   | метрополитен             |
| Шаблон:Цветная ссылка | Аньдэмэнь — Юйшаньлу Шаблон:Lang-zh                    | Шаблон:Год 1 июля Шаблон:Год | Шаблон:Год                     | 14            | 21,6      | 1,66                                   | метрополитен             |
| Шаблон:Цветная ссылка | Южный вокзал — Кунгансиньчэнцзяннин Шаблон:Lang-zh     | 1 июля Шаблон:Год            | Шаблон:Год                     | 9             | 37,2      | 4,65                                   | пригородный метрополитен |
| Шаблон:Цветная ссылка | Южный вокзал — Гаоцзячун Шаблон:Lang-zh                | 6 декабря Шаблон:Год         | —                              | 19            | 36,22     | 2,01                                   | пригородный метрополитен |
| Шаблон:Цветная ссылка | Мацюнь — Цзюйжун Шаблон:Lang-zh                        | 28 декабря Шаблон:Год        | —                              | 13            | 43,64     | 3,64                                   | пригородный метрополитен |
| Шаблон:Цветная ссылка | Кунгансиньчэнцзяннин — Усяншань Шаблон:Lang-zh         | 26 мая Шаблон:Год            | —                              | 9             | 30,16     | 3,77                                   | пригородный метрополитен |
| Шаблон:Цветная ссылка | Тайшаньсиньцунь — Цзиньнюху Шаблон:Lang-zh             | 1 октября Шаблон:Год         | —                              | 17            | 45,2      | 2,83                                   | пригородный метрополитен |
| Шаблон:Цветная ссылка | Сянъюйлунань — Гаочунь Шаблон:Lang-zh                  | 30 декабря Шаблон:Год        | —                              | 6             | 52,42     | 10,48                                  |                          |
| Всего                 | Всего                                                  | Всего                        | Всего                          | 191           | 427,1     | 2,23                                   |                          |
|                       |                                                        |                              |                                |               |           |                                        |                          |

## Перспективы
| Линия                 | Планируемый год открытия | Длина, км | Станции | Статус      |
| --------------------- | ------------------------ | --------- | ------- | ----------- |
| Шаблон:Цветная ссылка | 2022                     | 6,54      | 5       | Строится    |
| Шаблон:Цветная ссылка | 2024                     | 6,6       | 2       | Планируется |
| Шаблон:Цветная ссылка | 2024                     | 9,7       | 7       | Планируется |
| Шаблон:Цветная ссылка | 2022                     | 37,4      | 20      | Строится    |
| Шаблон:Цветная ссылка | 2023                     | 32,4      | 19      | Строится    |
| Шаблон:Цветная ссылка | 2022                     | 35,7      | 27      | Строится    |
| Шаблон:Цветная ссылка | 2023                     | 19,73     | 16      | Строится    |
| Шаблон:Цветная ссылка | 2023                     | 13,87     | 11      | Строится    |
| Шаблон:Цветная ссылка | 2025                     | 27        | 20      | Планируется |
| Шаблон:Цветная ссылка | 2022                     | 2,1       | 2       | Строится    |

### Долгосрочная перспектива
В Генеральном плане города Нанкин на 2018-2035 год заложена планировка и постройка дополнительных 17 линий метро, таким образом, общее количество линий составит 27, общая протяжённость — 1030 километров.
| Линия                 | Планируемый год открытия | Длина, км | Станции | Источники     |
| --------------------- | ------------------------ | --------- | ------- | ------------- |
| Шаблон:Цветная ссылка | —                        | 62,3      | 26-27   | [ 25 ] [ 26 ] |
| Шаблон:Цветная ссылка | 2026                     | 24,3      | 19      | [ 27 ]        |
| Шаблон:Цветная ссылка | 2030                     | 36,4      | 27      | [ 28 ]        |
| Шаблон:Цветная ссылка | 2030                     | 48        | 20      | [ 28 ]        |
| Шаблон:Цветная ссылка | 2030                     | 31,4      | 27      | [ 29 ]        |
| Шаблон:Цветная ссылка | 2030                     | 25,16     | 16      | [ 30 ]        |
| Шаблон:Цветная ссылка | —                        | ~20       | 13      | [ 28 ]        |
| Шаблон:Цветная ссылка | —                        | —         | —       | [ 28 ] [ 31 ] |
| Шаблон:Цветная ссылка | 2025                     | 65,59     | 20      | [ 32 ]        |
| Шаблон:Цветная ссылка | —                        | 8,5 (41)  | 2       | [ 33 ]        |
| Шаблон:Цветная ссылка | 2025                     | 58,71     | 20      | [ 28 ] [ 34 ] |

## Подвижной состав
Линия 1, Линия 2, Линия 3 и Линия 10 Нанкинского метро обслуживаются 6-вагонным поездами типа A совместного производства Alstom и местной CRRC Nanjing Puzhen, дочерней компании CRRC, закупленных в 2002 году. Линия 4 использует 6-вагонные поезда типа B. Все пригородные маршруты используют поезда типа B —  S1 и S3 используют 6-вагонные, S7 использует одновременно 6-вагонные и 4-вагонные, S8 использует 4-вагонные, линия S9 использует 3-вагонные поезда. 

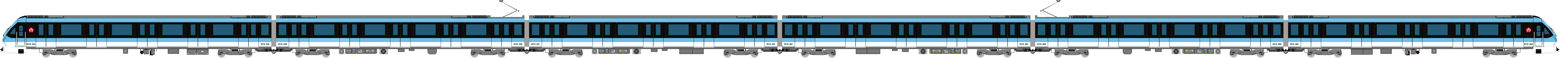
Боковой чертёж поезда Metropolis, используемого на Линии 1

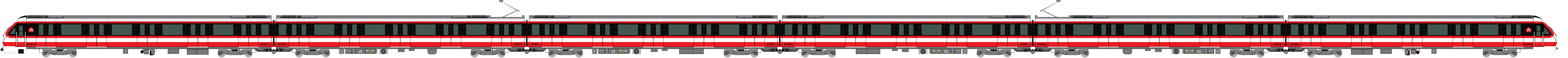
Боковой чертёж поезда Metropolis, используемого на Линии 2

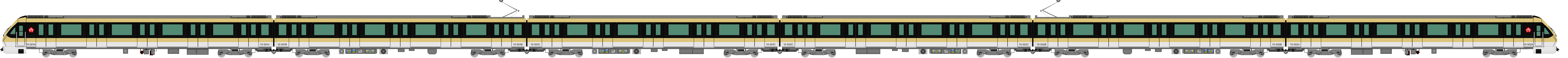
Боковой чертёж поезда Metropolis, используемого на Линии 10

Линия 7 при открытии будет обслуживаться беспилотными 6-вагонными поездами типа B, оборудованных системой автоведения OptONIX от Alstom, что сделает их первыми полностью беспилотными поездами в Нанкине.

## Галерея

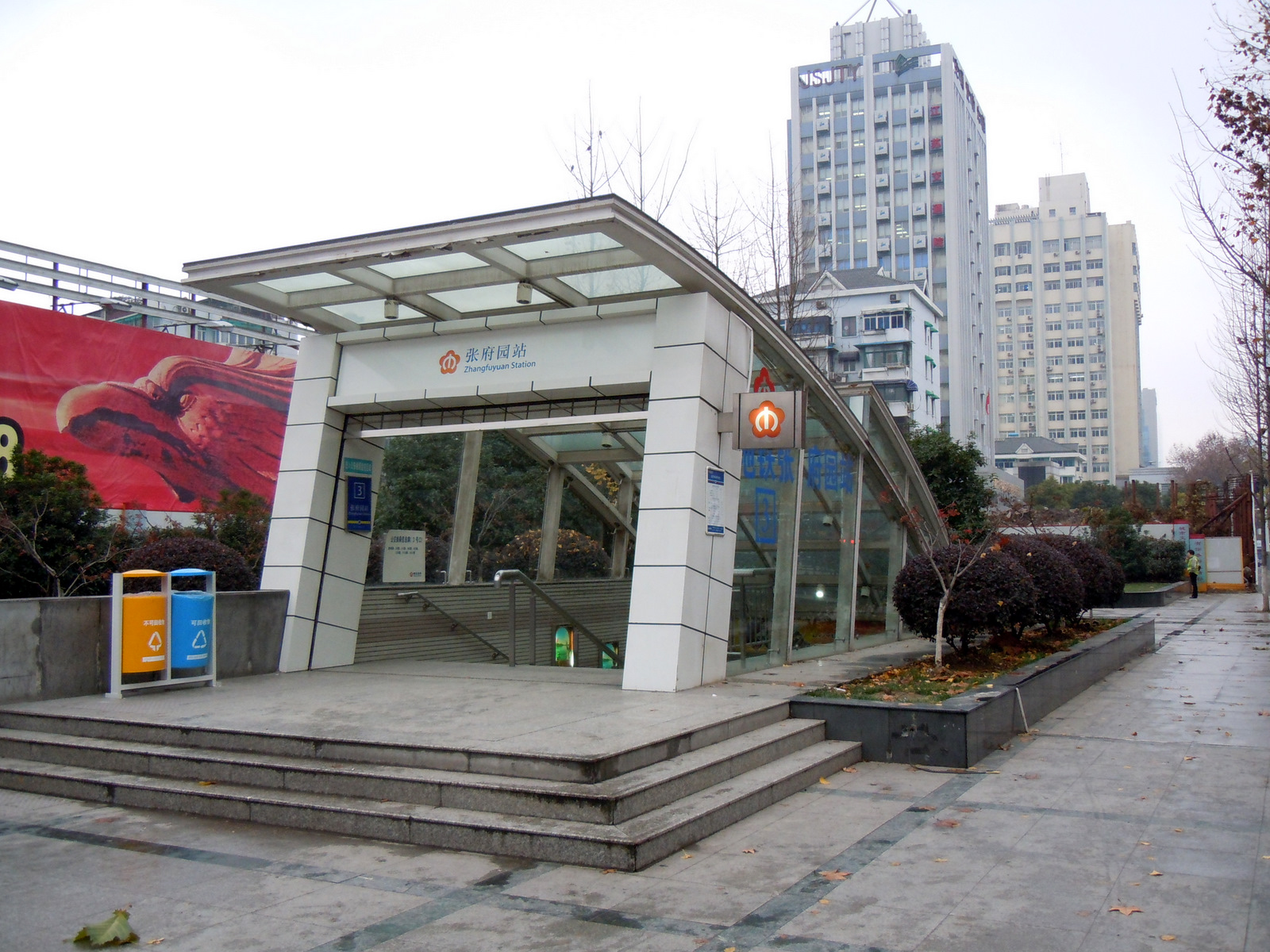
Вход на станцию «Чжанфуюань», линия 1
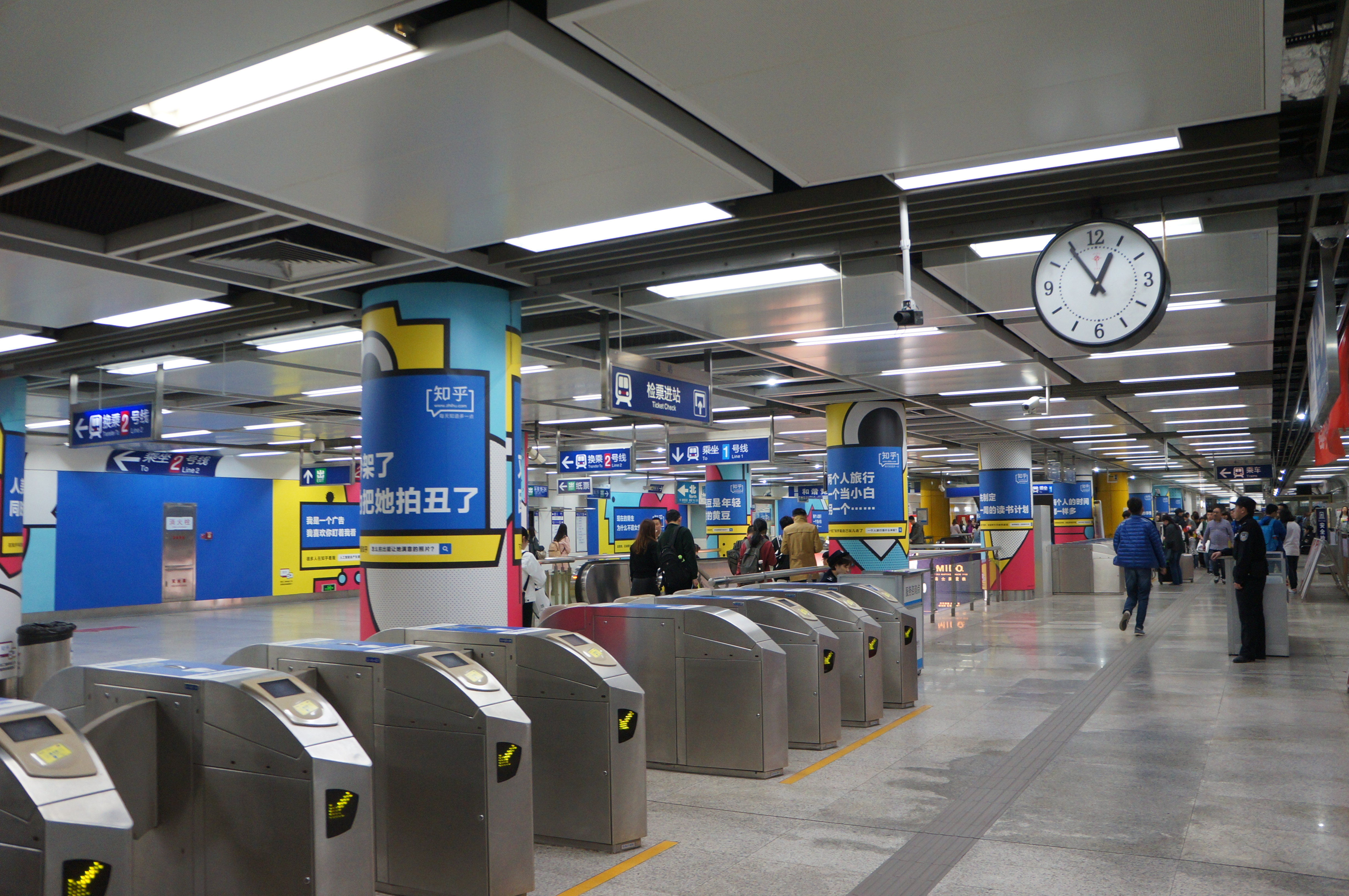
Вестибюль станции «Синьцзекоу», линия 1
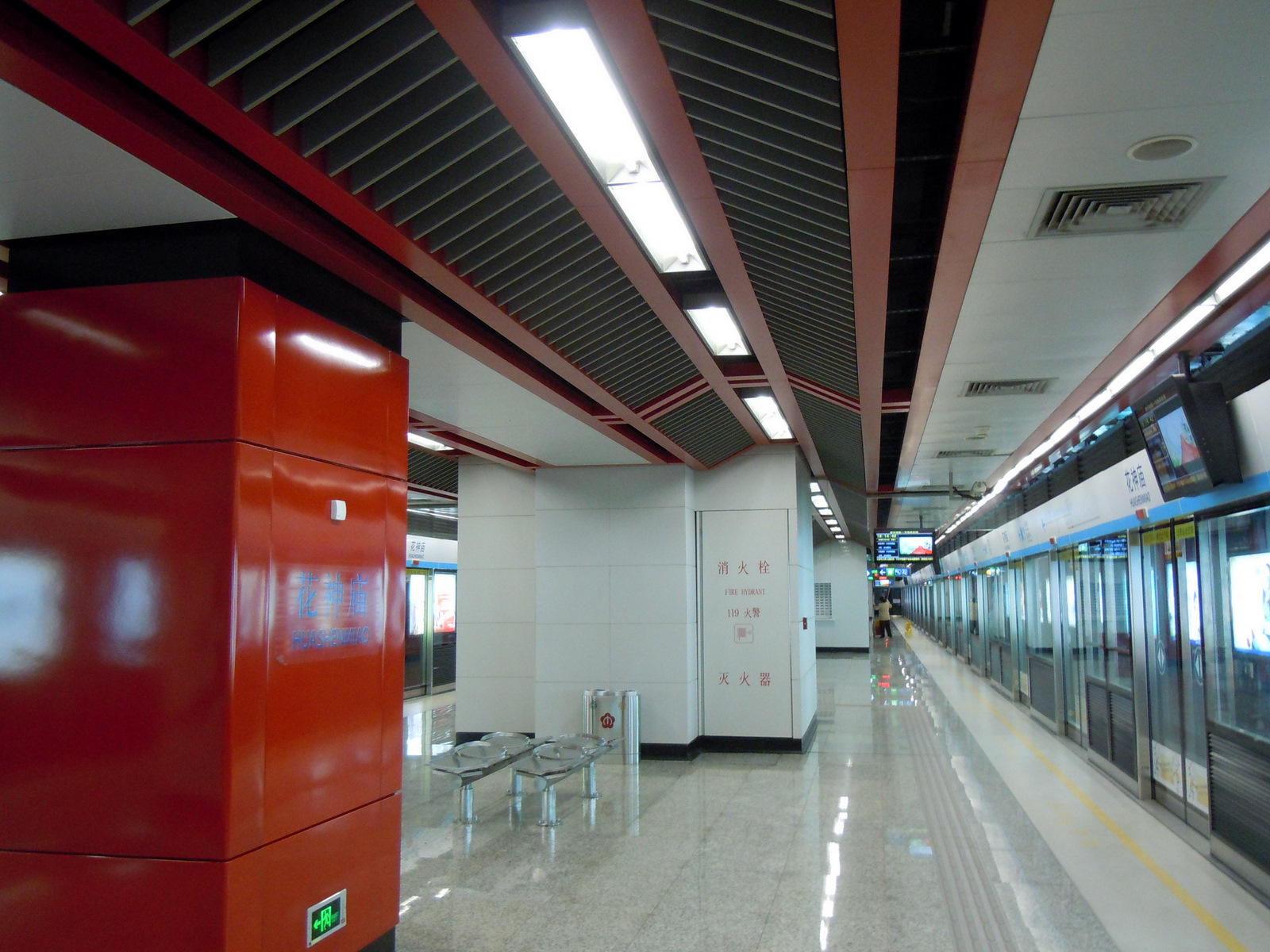
Станция «Хуашэньмяо», линия 1
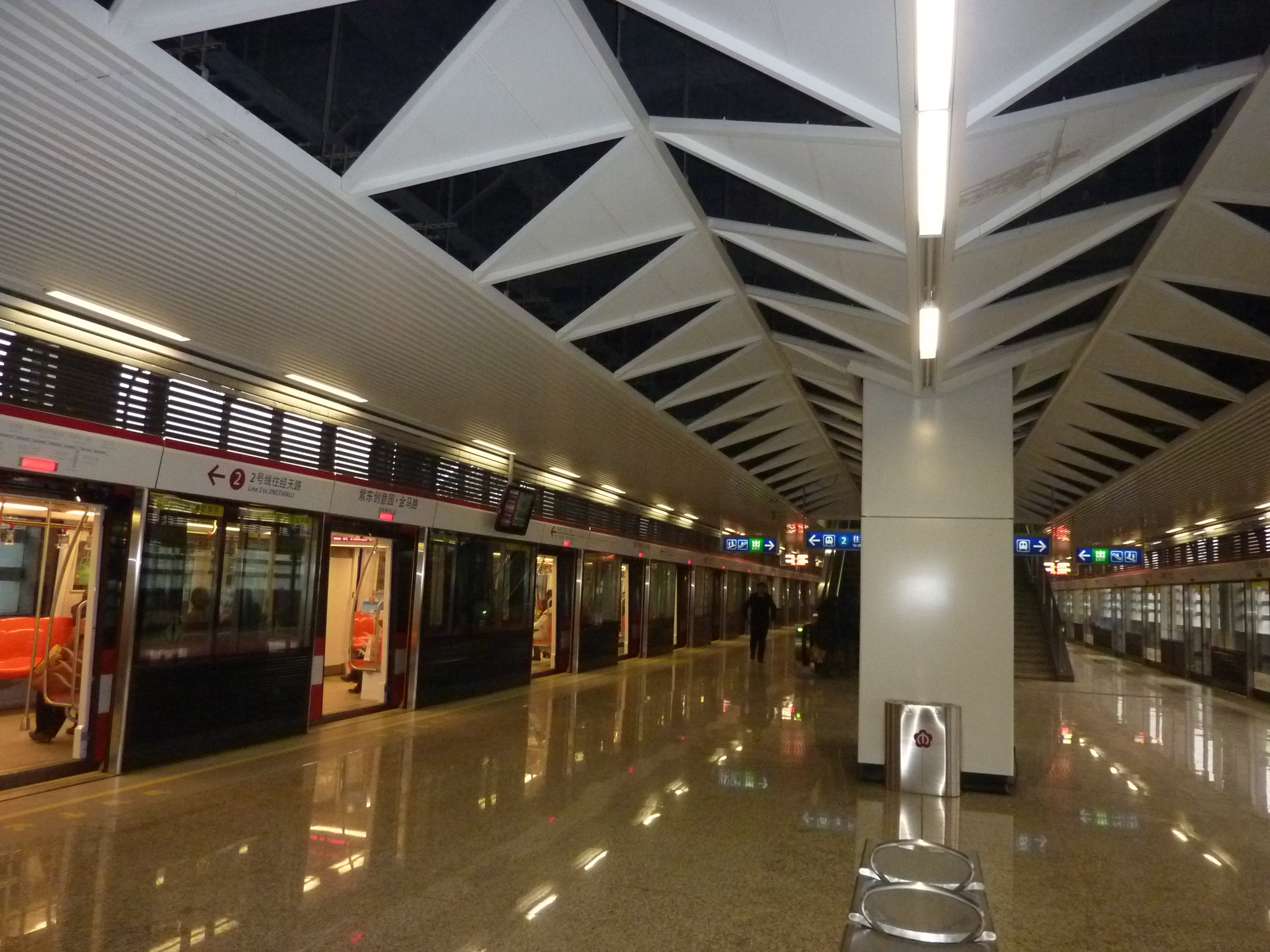
Станция «Цзиньмалу», линия 2
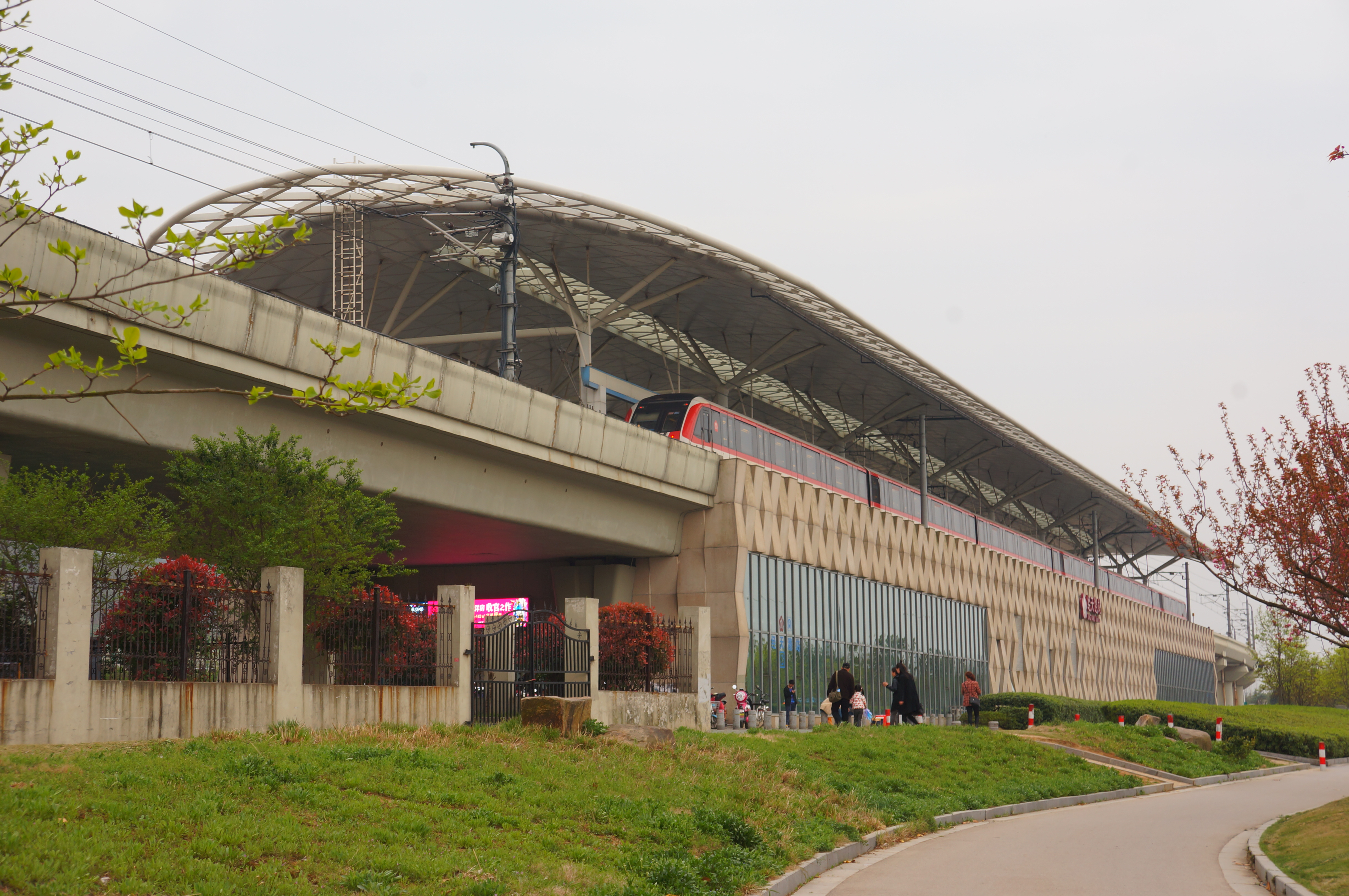
Эстакадная станция «Цзинтяньлу», линия 2
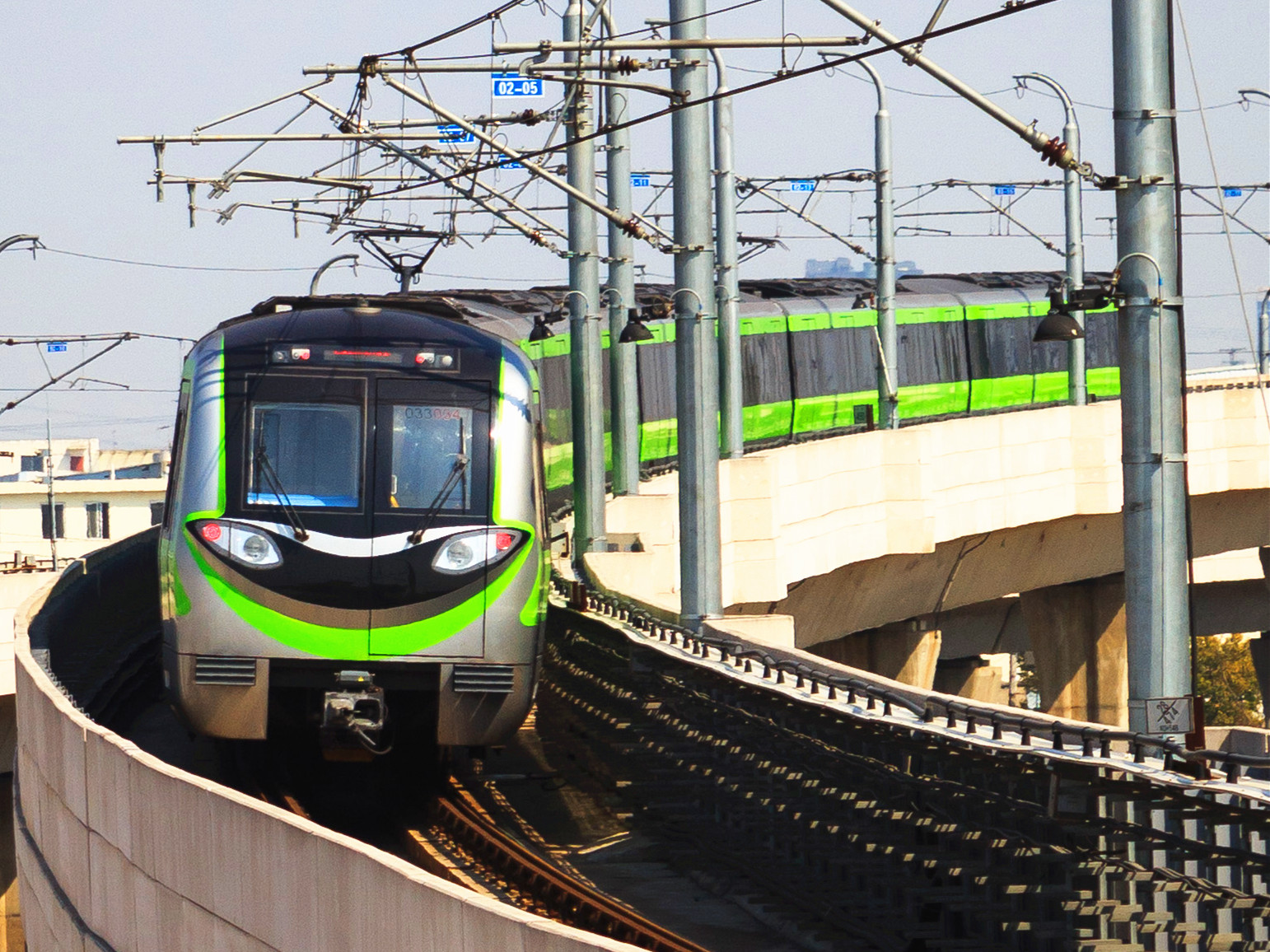
Поезд на эстакаде Третьей линии